# Tetragnatha simintina
Tetragnatha simintina este o specie de păianjeni din genul Tetragnatha, familia Tetragnathidae, descrisă de Roewer, 1961.
Este endemică în Senegal. Conform Catalogue of Life specia Tetragnatha simintina nu are subspecii cunoscute.